# Labatz
Labatz est un des mots basques désignant la crémaillère. Il y a des variantes de ce nom : lahatza, laatz, elatz, latzu, laratz, gelaratzu et zurkatx.
La crémaillère pend au plafond de la cuisine ou d'une barre de fer traversant la cheminée. C'est une chaîne métallique dont l'extrémité inférieure se termine par un crochet. C'est aussi une latte de bois pourvue de plusieurs trous à sa partie inférieure et dans lesquels on introduit des crochets de fer pour suspendre les chaudrons que l'on met au feu.
En dehors de ce rôle utilitaire, la crémaillère a pour fonction de représenter la maison à l'occasion de rites traditionnels déterminés. C'est par exemple le cas lorsqu'une personne ou animal entrant dans une maison en font trois fois le tour. On pense que c'est par ce type de cérémonie que l'on s'incorpore à un nouveau domicile.
Quand quelqu'un se renseigne au sujet du caractère ou de la conduite d'une personne, il est fréquent de lui dire :
etxeko elaatzak jakiten du bakoitzaren berri
« la crémaillère de la maison connait les secrets de chacun ».

## Étymologie
Labatz signifie « crémaillère » en basque. Le suffixe a désigne l'article : labatza se traduit donc par « la crémaillère ».